# Monochamus ruficornis
Monochamus ruficornis är en skalbaggsart som beskrevs av Hintz 1913. Monochamus ruficornis ingår i släktet Monochamus och familjen långhorningar.
Artens utbredningsområde är:
- Gabon.
- Nigeria.

Inga underarter finns listade i Catalogue of Life.